# Tricentrus femellacornis
Tricentrus femellacornis är en insektsart som beskrevs av Kato 1940. Tricentrus femellacornis ingår i släktet Tricentrus och familjen hornstritar. Inga underarter finns listade i Catalogue of Life.